# Real Zaragoza 1965-1966
Questa voce raccoglie le informazioni riguardanti il Real Zaragoza nelle competizioni ufficiali della stagione 1965-1966

## Stagione
Il Real Saragozza degli anni '60 passò alla storia come la squadra de Los Magnificos, per celebrare i risultati raggiunti nella Liga spagnola e nelle coppe.
In questa stagione il Real Saragozza arrivò al quarto posto in campionato e vinse la Coppa del Generalísimo 1965-1966, battendo in finale l'Athletic Bilbao per 2-0, con reti di Juan Manuel Villa e Carlos Lapetra.
In Coppa delle Fiere, la squadra aragonese raggiunse la finale contro il Barcellona. Dopo aver vinto per 0-1 l'andata in Catalogna grazie a un gol di Canário, i blaugrana si imposero al ritorno, ai tempi supplementari, con il risultato di 2-4.

## Rosa
| N. |                   | Ruolo | Calciatore               |
| -- | ----------------- | ----- | ------------------------ |
|    | Spagna (bandiera) | P     | Enrique Yarza            |
|    | Spagna (bandiera) | P     | José María Goicoechea    |
|    | Spagna (bandiera) | P     | Andrés Rodríguez Serrano |
|    | Spagna (bandiera) | P     | Vicente Cardoso          |
|    | Spagna (bandiera) | P     | Víctor Aldea             |
|    | Spagna (bandiera) | D     | José Ramón Irusquieta    |
|    | Spagna (bandiera) | D     | Severino Reija           |
|    | Spagna (bandiera) | D     | Francisco Santamaría     |
|    | Spagna (bandiera) | D     | Pepín                    |
|    | Spagna (bandiera) | D     | Joaquín Cortizo          |
|    | Spagna (bandiera) | D     | Juan Zubiaurre           |
|    | Spagna (bandiera) | D     | Pedro Céspedes           |
|    | Spagna (bandiera) | C     | José Luis Violeta        |

| N. |                    | Ruolo | Calciatore          |
| -- | ------------------ | ----- | ------------------- |
|    | Spagna (bandiera)  | C     | Santiago Isasi      |
|    | Spagna (bandiera)  | C     | Antonio Pais        |
|    | Spagna (bandiera)  | C     | Eduardo Endériz     |
|    | Brasile (bandiera) | A     | Canário             |
|    | Spagna (bandiera)  | A     | Carlos Lapetra      |
|    | Spagna (bandiera)  | A     | Eleuterio Santos    |
|    | Spagna (bandiera)  | A     | Marcelino           |
|    | Spagna (bandiera)  | A     | Juan Manuel Villa   |
|    | Spagna (bandiera)  | A     | José María Encontra |
|    | Perù (bandiera)    | A     | Sigi                |
|    | Spagna (bandiera)  | A     | Antonio Gozalo      |
|    | Spagna (bandiera)  | A     | Vicente Mayoral     |